# Convolvulus cataonicus
Convolvulus cataonicus är en vindeväxtart som beskrevs av Pierre Edmond Boissier och Hausskn.. Convolvulus cataonicus ingår i släktet vindor, och familjen vindeväxter. Inga underarter finns listade i Catalogue of Life.